# Сабрина — маленькая ведьма
«Сабрина — маленькая ведьма» (англ. Sabrina, the Teenage Witch, дословно — „Сабрина — ведьма-подросток“) — американский телесериал, ситуационная комедия о девушке по имени Сабрина, ставшей в свой шестнадцатый день рождения ведьмой. Основывается на одноимённых комиксах Archie Comics и состоит из 7 сезонов. Первые четыре сезона транслировались по каналу ABC, который затем отказался от сериала, и права на показ перешли каналу The WB, где были показаны ещё три сезона, но рейтинг стал падать и после седьмого сезона сериал был закрыт.
В России первый показ сериала состоялся на телеканале «Россия» 8 ноября 2003 года, где он изначально до 31 января 2004 года транслировался под названием «Академия колдовства» и был показан первый сезон. Позже все семь сезонов были показаны в период 2004-06 годов на канале СТС (премьера состоялась 9 марта 2004 года).

## Сюжет
Молодая девушка по имени Сабрина Спеллман живёт у своих тётушек Хильды и Зельды. В 16 лет Сабрина узнает, что она, так же как и большинство её родственников, ведьма, и обладает магическими способностями. Позже оказывается, что её любимый кот — это бывший захватчик мира, которого Совет Магов превратил в кота на 100 лет. Сюжет каждой серии основан на том, что Сабрина использует магию в корыстных целях и попадает тем самым в неудобную для неё, но комичную для телезрителя, ситуацию. В конце каждой серии всё становится на свои места, часто не без помощи тётушек, и Сабрина выносит из всего произошедшего моральный урок.
Никто из «смертных» не знает о том, что Сабрина ведьма. Парень Сабрины, Харви, также не знал об этом, как и её подруга Валери. Сабрина боялась рассказать друзьям, так как не знала, какова будет их реакция. Но однажды, в пятницу 13-го, она выдала им свою тайну. Вскоре действие заклинания прошло и Харви, и Валери обо всём забыли, но Сабрина осталась довольна тем, что обо всём им рассказала.
1 сезон
В свой шестнадцатый день рождения Сабрина узнаёт о своих магических способностях, которые ей ещё предстоит освоить. Она начинает учёбу в новой школе, где заводит новых друзей и сталкивается с новыми проблемами. У Сабрины также появляется первая любовь — парень по имени Харви.
2—4 сезоны
Сабрина практикуется в своей магии и каждый раз придумывает всё новые заклинания. Она пытается влюбить тётю Хильду в мистера Крафта, превращается в мальчика, чтобы получше узнать Харви, переносится в 1960-е годы, подрабатывает Санта-Клаусом… Также она пытается разгадать фамильную тайну Спеллманов, учится и сама обучает магии, узнаёт, что у её кота Сэйлема есть дочь, превышает количество заклинаний на Харви — так он узнаёт, что она ведьма и бросает её.
5—6 сезоны
Сабрина заканчивает школу и поступает в колледж. Она переезжает из дома тётушек в квартиру, которую снимает вместе с новыми знакомыми. Сабрина узнаёт, что самостоятельная жизнь не так проста, как кажется.
7 сезон
Сабрина заканчивает колледж и находит работу в журнале «Факел» (англ. Scorch). Она возвращается обратно в дом тётушек вместе с Морган и Рокси. Также у неё появляется новый парень — Аарон, за которого она предполагает выйти замуж. Но свадьба не состоялась, так как Сабрина поняла, что её единственная и настоящая любовь — Харви.

## В ролях
- Сабрина Спеллман, главная героиня сериала, потомственная ведьма — Мелисса Джоан Харт (1—7 сезоны);
- Хильда Спеллман, тётя Сабрины — Кэролайн Ри (1—6 сезоны, конец 7 сезона);
- Зельда Спеллман, тётя Сабрины — Бет Бродерик (1—6 сезоны);
- Эдвард «Тед» Спеллман, отец Сабрины — Робби Бенсон (1, 4, 7 сезоны (эпизоды);
- Сейлем Сэйберхеген, кот и «наставник» Сабрины — Ник Бэкей (голос) (1—7 сезоны);
- Луиза, говорящая картина на кухне в доме Спеллманов — Кэролайн Ри (голос) (1—4 сезоны, 7 сезон)
- Харви Дуайт Кинкл, парень Сабрины — Нэйт Ричерт (1—4, 6—7 сезоны, 5 сезон (эпизоды);
- Дженнифер «Дженни» Келли, подруга Сабрины — Мишель Будуан (1 сезон);
- Валери Бёркхед, подруга Сабрины — Линдсей Слоун (2—3 сезон);
- Брэдли «Брэд» Альцерро, приятель Харви и «охотник на ведьм» — Джон Уэртас (4 сезон);
- Либби Чеслер, соперница и одноклассница Сабрины — Дженна Ли Грин (1—3 сезоны);
- Горди, друг Сабрины — Кёртис Андерсен (1—3 сезоны);
- Кузина Аманда — Эмили Харт (1—7 сезоны (эпизоды);
- Тётя Ирма — Барбара Иден (6—7 сезоны (эпизоды);
- Рокси Кинг, одногруппница Сабрины, подруга — Солейл Мун Фрай (5—7 сезоны);
- Морган Кавано, подруга Сабрины — Элиза Донован (5—7 сезоны);
- Директор Лару, директор школы Вестбриджа — Том МакГоуэн (1 сезон);
- Виллард «мистер Крафт» Крафт, завуч (позже — директор) школы Вестбриджа — Мартин Малл (2—4 сезоны);
- Юджин «мистер Пул» Пул, школьный учитель биологии — Пол Фейг (1 сезон)
- Джош Блэкхарт, парень и коллега Сабрины — Дэвид Лэшер (4—6 сезоны);
- Майлз Гудмен, друг Сабрины и одногруппник — Тревор Лиссауэр (5—6 сезоны);
- Учитель-маг Сабрины («Экзаменатор», настоящее имя Альберт) — Алими Баллард (2—3 сезоны);
- Миссис Куик, учительница Сабрины — Мэри Гросс (2—4 сезоны);
- Дрелл, глава Совета Магов — Пенн Джиллетт (1 сезон);
- Роланд, тролль — Фил Фондакаро (1—4 сезоны (эпизоды);
- Дрима Абигейл, ведьма, подопечная Сабрины — Чайна Шейверс (4 сезон);
- Фрейк Маккензи — София Буш (эпизоды);
- Энни Мартос, редактор журнала «Факел» — Диана-Мария Рива (7 сезон);
- Майк Шелби — Джордж Уэндт (7 сезон (эпизоды);
- Джеймс, коллега Сабрины по журналу «Факел»  — Бампер Робинсон (7 сезон);
- Аарон, парень Сабрины — Дилан Нил (7 сезон);
- Коул  — Эндрю Уокер (7 сезон (эпизоды).

Также в сериале появлялись приглашённые знаменитости. Среди них — хип-хоп-музыкант Кулио, актёр Брайан Остин Грин, R&B-музыкант Usher, рок-певица Аврил Лавин, телеведущий Джерри Спрингер, поп-певица Бритни Спирс, рок-группа Course of Nature, поп-группа Backstreet Boys, рок-певица Дебби Харри, актёр Тим Бэгли, и другие.

## Эпизоды
| Сезон | Сезон | Эпизоды | Оригинальная дата показа | Оригинальная дата показа | Оригинальная дата показа | Ранг | Зрители США (млн) |
| Сезон | Сезон | Эпизоды | Премьера сезона          | Финал сезона             | Телеканал                | Ранг | Зрители США (млн) |
| ----- | ----- | ------- | ------------------------ | ------------------------ | ------------------------ | ---- | ----------------- |
|       | 1     | 24      | 27 сентября 1996         | 16 мая 1997              | ABC                      | 41   | 9,3               |
|       | 2     | 26      | 26 сентября 1997         | 15 мая 1998              | ABC                      | 41   | 12,5              |
|       | 3     | 25      | 25 сентября 1998         | 21 мая 1999              | ABC                      | 41   | 12,2              |
|       | 4     | 22      | 24 сентября 1999         | 5 мая 2000               | ABC                      | 57   | 10,2              |
|       | 5     | 22      | 22 сентября 2000         | 18 мая 2001              | The WB                   | 124  | 3,8               |
|       | 6     | 22      | 5 октября 2001           | 10 мая 2002              | The WB                   | 140  | 3,1               |
|       | 7     | 22      | 20 сентября 2002         | 24 апреля 2003           | The WB                   | 146  | 3,0               |

## Фильмы
- Фильм «Сабрина — маленькая ведьма» (англ. Sabrina, the Teenage Witch) был снят за год до начала съёмок сериала (в 1995 году) и послужил основой для него.

По мотивам телесериала были сняты полнометражные фильмы:
- Сабрина в Риме (англ. Sabrina Goes to Rome)
- Сабрина под водой (англ. Sabrina, Down Under)

## Награды
- Сериал два раза номинировали на «Эмми»: в 1997-м и 2003 годах за декорации и костюмы. Он получил несколько «Наград юным артистам».